# Southbound - Autostrada per l'inferno
Southbound - Autostrada per l'inferno (Southbound) è un film ad episodi del 2016  diretto da David Bruckner, Patrick Horvarth e Roxanne Benjamin. Tutti gli episodi si svolgono in una strada deserta e sono collegati uno all'altro in un circolo temporale i cui tutti i viaggiatori si ritrovano a dover affrontare le proprie paure, i loro errori e i loro segreti.

## Trama

### The Way Out
Due uomini sporchi di sangue, Mitch e Jack, sono in fuga e si fermano in una stazione di servizio per pulirsi. Una volta ripartiti incontreranno sulla strada la stessa stazione più volte senza avere possibilità di abbandonarla. Si scopre che i due uomini scappano da delle entità spettrali che vogliono ucciderli: i due cercano di fuggire, ma qualsiasi cosa facciano si ritrovano sempre alla stazione di servizio, al cospetto della sua più inquietante proprietaria. Stanco di scappare, Jack si ferma nel bel mezzo della strada e viene ucciso da una delle creature che li sta perseguitando. Mitch si rifugia in una camera di un motel, ma qui viene colto dalle allucinazioni e inizia ad essere perseguitato dal fantasma di sua figlia, morta in maniera assai prematura. L'uomo soccombe dopo aver emesso un urlo terrorizzato.

### Siren
Tre ragazze, componenti di una band, escono da una camera di un motel (lo stesso dell'episodio precedente) e si mettono in viaggio su un vecchio furgone, poco dopo restano appiedate in seguito ad una foratura. Vengono soccorse da una coppia molto strana che le porterà alla loro casa in attesa che ritorni il meccanico. Qui due di loro (Ava e Kim) saranno drogate e manipolate: inizialmente le due torturano psicologicamente la loro compagna Sadie ricordandole del quarto elemento del gruppo, una ragazza morta in circostanze in cui era coinvolta anche lei, dopo di che accettano di prendere parte ad rituale che le trasforma in esseri sovrannaturali. Sadie si rende conto di cosa sta accadendo e, nonostante sia finita in una trappola per coyote, riesce a scappare raggiungendo una strada nel deserto.

### The Accident
Un uomo, Lucas, alla guida con il telefono in mano investe Sadie mentre fugge terrorizzata. Dopo aver chiamato il 911, una voce femminile lo guiderà verso un ospedale abbandonato e tetro. Qui verrà convinto ad intubare la ragazza e a effettuare un'incisione al fine di farle un massaggio polmonare dall'interno. L'uomo non riuscirà ad effettuare l'operazione condannando la ragazza. Travolto dai sensi di colpa, Lucas inizia ad avere una strana conversazioni con più personaggi al telefono, i quali sembrano osservarlo e sapere tutto di lui. A tratti spinto a provare rimorso e a tratti rassicurato da più voci al telefono, Lucas troverà nello spogliatoio dell'ospedale dei vestiti puliti identici ai suoi e nel parcheggio un'auto uguale alla sua senza danneggiamenti. Potrà quindi andare via senza che nulla sia accaduto, ritornando da sua moglie.

### Jailbreak
Una delle donne che parlavano al telefono con Lucas si reca in un bar dove si trovano varie persone. Il barista sostiene che lei abbia lasciato la porta aperta, ma lei è convinta di no: l'uscio è tuttavia aperto e un estraneo di nome Danny riesce ad avere accesso al locale. L'uomo è armato di un fucile ed sta cercando sorella Jesse, sparita ormai da 13 anni. Dopo aver avuto una colluttazione con le persone presenti nel bar, le quali sembrano appartenere ad una setta di creature sovrannaturali, si fa condurre proprio dal barista nel luogo dove si trova sua sorella. Al contrario di Danny, la sorella non è invecchiata nemmeno di un giorno e soprattutto è felice di essere nel posto in cui si trova. Danny non vuole sentire ragioni e rapisce la ragazza: la loro fuga è molto breve. Una volta arrivati alla fine di una strada asfaltata e scoperto che sua sorella è sempre stata malvagia, al punto da uccidere i loro stessi genitori, Danny viene trascinato fuori dall'auto da strani uomini nudi mentre Jesse si mette alla guida dell'auto per ritornare al locale. Jesse, una volta arrivata al locale, incontra una ragazza bionda.

### The Way In
La ragazza bionda è Jem e insieme a suo padre e a sua madre stanno facendo una sosta prima di ripartire per raggiungere una nuova casa appena acquistata. Poco dopo essere entrati nella casa, si presentano tre uomini mascherati che, per vendicare un crimine commesso dal padre (presumibilmente l'omicidio di una ragazza), uccidono i genitori e lasciano andare via soltanto Jem. La ragazza si è tuttavia nascosta appena fuori l'abitazione e, dopo una lotta, rimane anche lei uccisa dai tre assalitori. Alla morte di quest'ultima dai ventri dei tre cadaveri escono tre creature spettrali che riescono ad uccidere uno degli uomini. Gli altri due, che si rivelano essere Mitch e Jack del primo episodio, riescono a scappare e si fermano in una stazione di servizio. Le creature che li attaccheranno altro non sono che i resti della famiglia che hanno appena trucidato.

## Produzione

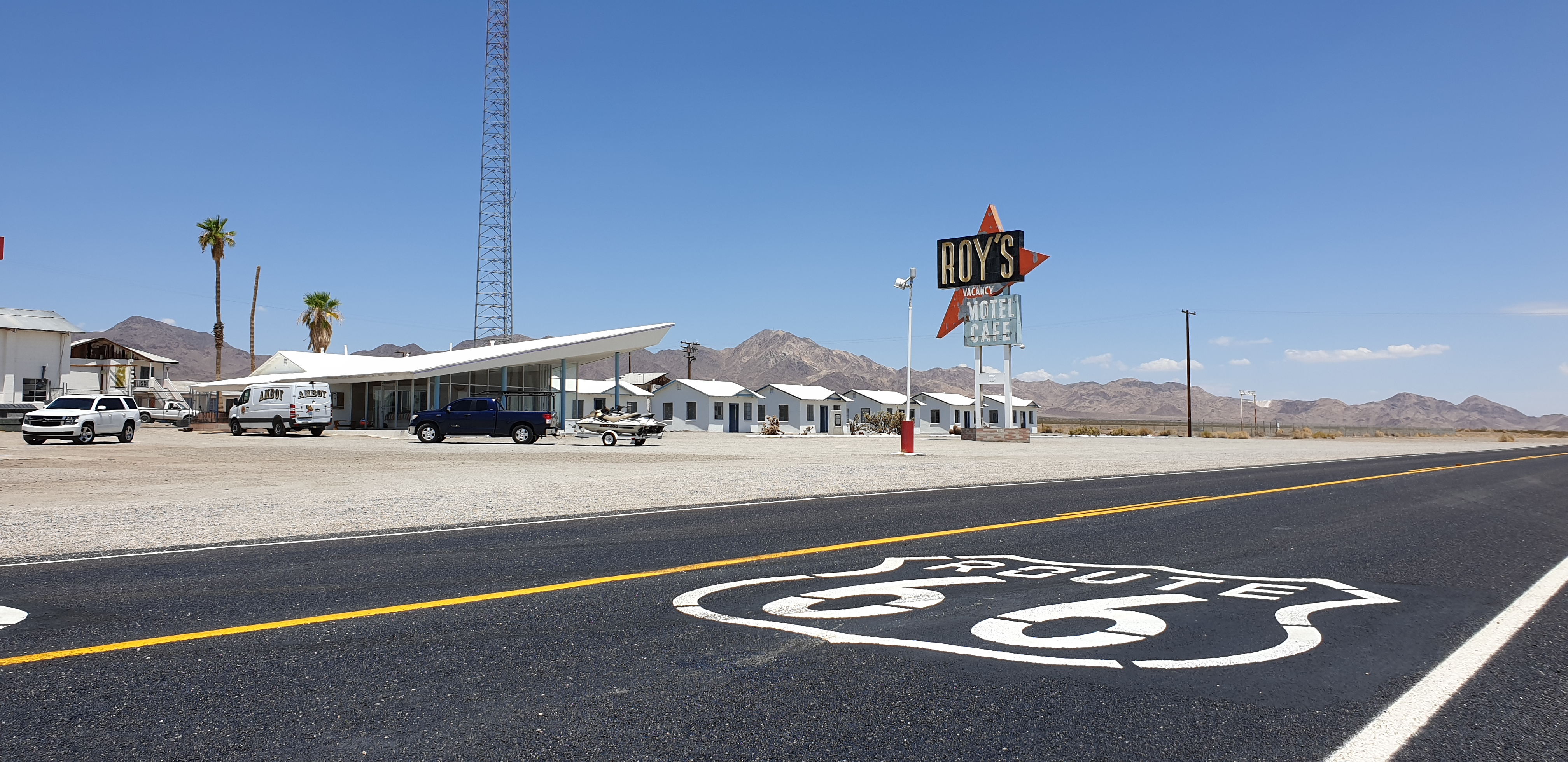

I lavori per la produzione del film sono iniziati nel 2014. Le scene della stazione di servizio del primo episodio (The Way Out) sono state girate presso il noto Roy's Motel & Café , che si trova Amboy in California lungo la celebre strada Route 66.

## Distribuzione
Il film è stato proiettato per la prima volta al Toronto International Film Festival del 2015. Subito dopo la società The Orchard ha acquisito i diritti per la sua distribuzione. L'opera è stata successivamente distribuita in maniera limitata ai cinema, approdando tuttavia in maniera più capillare nel mercato home video.

## Accoglienza

### Pubblico
Il film ha incassato 23,665 dollari al botteghino.

### Critica
Sull'aggregatore Rotten Tomatoes il film riceve il 80% delle recensioni professionali positive con un voto medio di 6,7 su 10 basato su 51 critiche, mentre su Metacritic ottiene un punteggio di 58 su 100 basato su 11 critiche.